# Super Formula 2021
La stagione 2021 della Super Formula è stata la quarantanovesima edizione del più importante campionato giapponese per vetture a ruote scoperte, la nona con la denominazione di Super Formula. La serie è iniziata il 4 aprile ed è terminata il 31 ottobre.  Il campionato è stato vinto dal pilota giapponese Tomoki Nojiri, alla sua prima vittoria nel campionato. Tra le scuderie si è imposto il Team Impul, per l'ottava volta.

## La pre-stagione

### Calendario
Il calendario è stato annunciato nell'agosto 2020. Il 12 aprile 2021 l'organizzazione modifica il calendario: al posto di una gara sul Circuito Internazionale di Okayama, prevista per il 3 ottobre, viene inserito un nuovo appuntamento sul Twin Ring Motegi, il 17 dello stesso mese.
| Gara | Gara | Nome           | Circuito           | Giri | Lunghezza                  | Data       |
| ---- | ---- | -------------- | ------------------ | ---- | -------------------------- | ---------- |
| 1    | 1    |                | Circuito del Fuji  | 41   | 41 x 4,563 km = 187,083 km | 4 aprile   |
| 2    | 2    |                | Circuito di Suzuka | 30   | 30 x 5,807 km = 174,210 km | 25 aprile  |
| 3    | 3    |                | Autopolis          | 11   | 11 x 4,674 km = 51,414 km  | 16 maggio  |
| 4    | 4    |                | Sportsland SUGO    | 53   | 53 x 3,586 km = 190,058 km | 20 giugno  |
| 5    | 5    |                | Twin Ring Motegi   | 35   | 35 x 4,801 km = 168,035 km | 29 agosto  |
| 6    | 6    |                | Twin Ring Motegi   | 35   | 35 x 4,801 km = 168,035 km | 17 ottobre |
| 7    | 7    | JAF Grand Prix | Circuito di Suzuka | 30   | 30 x 5,807 km = 174,210 km | 31 ottobre |

- Tutte le corse sono disputate in Giappone.

### Test
La prima sessione di test si svolge sul Circuito di Suzuka, l'11 e 12 marzo. La seconda si tiene sul Circuito del Fuji, il 23 e 24 marzo.
| Circuito           | Data                  | Pilota più veloce | Team             | Tempo    | Giri |
| ------------------ | --------------------- | ----------------- | ---------------- | -------- | ---- |
| Circuito di Suzuka | 11 marzo (mattina)    | Ukyo Sasahara     | Dandelion Racing | 1'36"805 | 33   |
| Circuito di Suzuka | 11 marzo (pomeriggio) | Yuhi Sekiguchi    | Team Impul       | 1'36"822 | 26   |
| Circuito di Suzuka | 12 marzo (mattina)    | Ryō Hirakawa      | Team Impul       | 1'36"355 | 35   |
| Circuito di Suzuka | 12 marzo (pomeriggio) | Sena Sakaguchi    | INGING           | 1'53"202 | 11   |
| Circuito del Fuji  | 23 marzo (mattina)    | Ryō Hirakawa      | Team Impul       | 1'21"844 | 34   |
| Circuito del Fuji  | 23 marzo (pomeriggio) | Toshiki Oyu       | Nakajima Racing  | 1'21"371 | 36   |
| Circuito del Fuji  | 24 marzo (mattina)    | Nirei Fukuzumi    | Dandelion Racing | 1'21"687 | 27   |
| Circuito del Fuji  | 24 marzo (pomeriggio) | Ryō Hirakawa      | Team Impul       | 1'22"148 | 46   |

## Scuderie e piloti

### Scuderie
Il team Mugen si associa al Team Goh per mettere in pista una vettura, coi colori della Red Bull.

### Piloti
Vi è uno scambio di piloti tra Dandelion e Nakajima; il campione in carica Naoki Yamamoto torna alla Nakajima, scuderia con cui esordì nella categoria nel 2010, mentre Tadasuke Makino ne prende il posto alla Dandelion. Hiroki Otsu, che aveva corso l'ultima gara della stagione con la Nakajima, passa al team Mugen-Goh.
Ritomo Miyata, che va vinto nel 2020 nella categoria di supporto Super Formula Light, e aver corso due gare nella categoria, diventa pilota a tempo pieno per il Team TOM's, al posto di Nick Cassidy, che va a competere in Formula E.
Il campione della Formula Regional Sena Sakaguchi, già presente in alcune gare del 2020, disputa l'intera stagione con la P.mu/Cerumo-INGING, prendendo il posto di Hiroaki Ishiura, campione 2015 e 2017. Al B-Max arriva il pilota statunitense Yves Baltas, ex pilota di Formula 3.
Nella prima gara stagionale, a seguito delle restrizioni imposte alle persone che entrano in Giappone, al fine di limitare la diffusione del COVID-19, Kamui Kobayashi è sostituito da Kazuto Kotaka al team KCMG. Anche Sasha Fenestraz (Kondō Racing) cede il volante a Yuichi Nakayama, mentre alla Dandelion Tadasuke Makino è sostituito da Ukyo Sasahara. La B-Max Racing non prende parte all'evento, e inizia la stagione solo con la seconda gara, disputata a Suzuka.
Nel secondo appuntamento stagionale mancano Kazuki Nakajima e Kamui Kobayashi, impiegati in un contemporaneo evento del Campionato del mondo endurance 2021. Sono sostituiti, rispettivamente, da Giuliano Alesi, figlio dell'ex pilota di Formula 1 Jean, e da Kazuto Kotaka, già impegnato nella gara d'esordio del campionato. Anche Yuichi Nakayama continua a sostituire Sasha Fenestraz, a causa delle restrizioni sanitarie.
Nakajima e Kobayashi saltano anche la terza gara, sempre per impegni nel WEC. Anche la Calderón è impegnata nella stessa gara, e lascia il suo volante alla Drago a Kodai Tsukakoshi. Rientra in campionato Tadasuke Makino, alla Dandelion, al posto di Sasahara. Per la gara di Sugo il Team Impul sostituisce Ryo Hirakawa, impegnato in alcuni test del WEC e poi bloccato dalle norme anti COVID, con Mitsunori Takaboshi, pilota della Super GT. Hirakawa rientra nella gara seguente.
Gara 6 vede l'esordio stagionale per Sacha Fenestraz alla Kondō Racing (al posto di Yuichi Nakayama) e Kamui Kobayashi alla carrozzeria Team KCMG, dove sostituisce Kazuto Kotaka. Alesi lascia il volante a Kazuki Nakajima al team TOM'S, mentre Tatiana Calderón torna a competere alla Drago Corse, al posto di Koudai Tsukakoshi.
Per l'ultimo appuntamento dell'anno Kotaka prende nuovamente il posto di Kobayashi, così come Alesi quello di Nakajima.

### Tabella riassuntiva
| Team                             | Motore | No. | Piloti              | Gare     |
| -------------------------------- | ------ | --- | ------------------- | -------- |
| TCS Nakajima Racing              | Honda  | 1   | Naoki Yamamoto      | Tutte    |
| TCS Nakajima Racing              | Honda  | 64  | Toshiki Oyu         | Tutte    |
| Kondō Racing                     | Toyota | 3   | Kenta Yamashita     | Tutte    |
| Kondō Racing                     | Toyota | 4   | Yuichi Nakayama     | 1–5      |
| Kondō Racing                     | Toyota | 4   | Sacha Fenestraz     | 6-7      |
| DoCoMo Team Dandelion Racing     | Honda  | 5   | Nirei Fukuzumi      | Tutte    |
| DoCoMo Team Dandelion Racing     | Honda  | 6   | Ukyo Sasahara       | 1-2      |
| DoCoMo Team Dandelion Racing     | Honda  | 6   | Tadasuke Makino     | 3-7      |
| carrozzeria Team KCMG            | Toyota | 7   | Kazuto Kotaka       | 1-5, 7   |
| carrozzeria Team KCMG            | Toyota | 7   | Kamui Kobayashi     | 6        |
| carrozzeria Team KCMG            | Toyota | 18  | Yuji Kunimoto       | Tutte    |
| Drago Corse                      | Honda  | 12  | Tatiana Calderón    | 1-2, 6-7 |
| Drago Corse                      | Honda  | 12  | Kodai Tsukakoshi    | 3-5      |
| NTT communications ROOKIE Racing | Toyota | 14  | Kazuya Oshima       | Tutte    |
| Red Bull Mugen Team Goh          | Honda  | 15  | Hiroki Otsu         | Tutte    |
| Mugen                            | Honda  | 16  | Tomoki Nojiri       | Tutte    |
| carenex Team Impul               | Toyota | 19  | Yuhi Sekiguchi      | Tutte    |
| carenex Team Impul               | Toyota | 20  | Ryō Hirakawa        | 1-3, 5-7 |
| carenex Team Impul               | Toyota | 20  | Mitsunori Takaboshi | 4        |
| Vantelin Team TOM'S              | Toyota | 36  | Kazuki Nakajima     | 1, 6     |
| Vantelin Team TOM'S              | Toyota | 36  | Giuliano Alesi      | 2-5, 7   |
| Vantelin Team TOM'S              | Toyota | 37  | Ritomo Miyata       | Tutte    |
| P.mu/cerumo・INGING              | Toyota | 38  | Sho Tsuboi          | Tutte    |
| P.mu/cerumo・INGING              | Toyota | 39  | Sena Sakaguchi      | Tutte    |
| B-MAX Racing with Motopark       | Honda  | 51  | Nobuharu Matsushita | Tutte    |

- Tutte le vetture sono Dallara SF19.

## Risultati e classifiche

### Risultati
| Gara | Gara | Circuito  | Tempo       | Velocità     | Pole Position       | Giro Veloce    | Vincitore      | Vettura        | Team           |
| ---- | ---- | --------- | ----------- | ------------ | ------------------- | -------------- | -------------- | -------------- | -------------- |
| 1    | 1    | Fuji      | 58'30"222   | 191,556 km/h | Tomoki Nojiri       | Toshiki Oyu    | Tomoki Nojiri  | Dallara-Honda  | Team Mugen     |
| 2    | 2    | Suzuka    | 56'53"047   | 183,729 km/h | Nirei Fukuzumi      | Hiroki Otsu    | Tomoki Nojiri  | Dallara-Honda  | Team Mugen     |
| 3    | 3    | Autopolis | 23'54"340   | 128,435 km/h | Giuliano Alesi      | Tomoki Nojiri  | Giuliano Alesi | Dallara-Toyota | TOM'S          |
| 4    | 4    | Sugo      | 1h01'37"328 | 185,081 km/h | Yuhi Sekiguchi      | Tomoki Nojiri  | Nirei Fukuzumi | Dallara-Honda  | Dandelion      |
| 5    | 5    | Motegi    | 59'07"562   | 170,276 km/h | Tomoki Nojiri       | Yuhi Sekiguchi | Tomoki Nojiri  | Dallara-Honda  | Team Mugen     |
| 6    | 6    | Motegi    | 1h09'37"200 | 144,753 km/h | Hiroki Otsu         | Toshiki Oyu    | Hiroki Otsu    | Dallara-Honda  | Team Mugen Goh |
| 7    | 7    | Suzuka    | 51'37"552   | 202,144 km/h | Nobuharu Matsushita | Tomoki Nojiri  | Nirei Fukuzumi | Dallara-Honda  | Dandelion      |

### Sistema di punteggio
I punti sono assegnati secondo lo schema seguente. Contano solo i 5 migliori risultati. I punti assegnati per la qualifica valgono solo per la classifica piloti e non per quella riservata alla scuderie.
| Gara      | Gara | Gara | Gara | Gara | Gara | Gara | Gara | Gara | Gara | Gara |
| Posizione | 1º   | 2º   | 3º   | 4º   | 5º   | 6º   | 7º   | 8º   | 9º   | 10º  |
| --------- | ---- | ---- | ---- | ---- | ---- | ---- | ---- | ---- | ---- | ---- |
| Punti     | 20   | 15   | 11   | 8    | 6    | 5    | 4    | 3    | 2    | 1    |

| Punti | 3 | 2 | 1 |

### Classifica piloti
| Pos | Pilota              | FUJ | SUZ  | AUT | SUG | MOT | MOT  | SUZ | Punti       |
| --- | ------------------- | --- | ---- | --- | --- | --- | ---- | --- | ----------- |
| 1   | Tomoki Nojiri       | 1   | 12   | 5   | 6   | 1   | 53   | 3   | 86 (94)     |
| 2   | Nirei Fukuzumi      | 3   | Rit1 | 13  | 1   | Rit | 12   | 13  | 55          |
| 3   | Yuhi Sekiguchi      | 17† | 4    | 10  | 31  | 2   | 4    | 4   | 55 (55,5)   |
| 4   | Ryō Hirakawa        | 4   | 2    | Rit |     | 4   | Rit  | 2   | 46          |
| 5   | Toshiki Oyu         | 2   | 103  | 7   | 2   | 6   | 14   | 112 | 41 (43)     |
| 6   | Hiroki Otsu         | 16  | 5    | 6   | 10  | 10  | 1    | 5   | 38,5 (39,5) |
| 7   | Sena Sakaguchi      | 9   | 11   | 23  | 83  | 5   | 2    | 13  | 35,5        |
| 8   | Nobuharu Matsushita |     | 13   | 3   | 4   | 3   | 6    | 121 | 33,5        |
| 9   | Tadasuke Makino     |     |      | 14  | 52  | 7   | 3    | 10  | 24          |
| 10  | Ritomo Miyata       | 7   | 6    | 42  | 7   | 8   | 9    | 14  | 22 (24)     |
| 11  | Giuliano Alesi      |     | 9    | 1   | 9   | 16  |      | 8   | 20          |
| 12  | Ukyo Sasahara       | 53  | 3    |     |     |     |      |     | 18          |
| 13  | Naoki Yamamoto      | 6   | 8    | 9   | 12  | 12  | Rit2 | 9   | 13          |
| 14  | Kenta Yamashita     | 12  | 12   | 11  | 14  | 15  | 8    | 6   | 8           |
| 15  | Sho Tsuboi          | Rit | 7    | Rit | 15  | 9   | Rit  | 16  | 6           |
| 16  | Kazuki Nakajima     | 11  |      |     |     |     | 7    |     | 4           |
| 17  | Sacha Fenestraz     |     |      |     |     |     | 13   | 7   | 4           |
| 18  | Yuji Kunimoto       | 8   | Rit  | Rit | 13  | 11  | Rit  | 15  | 3           |
| 19  | Kazuya Oshima       | 10  | 15   | 8   | 18  | Rit | 11   | 17  | 2,5         |
| 20  | Kamui Kobayashi     |     |      |     |     |     | 10   |     | 1           |
| 21  | Mitsunori Takaboshi |     |      |     | 11  |     |      |     | 0           |
| 22  | Koudai Tsukakoshi   |     |      | 12  | 16  | Rit |      |     | 0           |
| 23  | Yuichi Nakayama     | 14  | 14   | 15  | Rit | 13  |      |     | 0           |
| 24  | Tatiana Calderón    | 13  | 17   |     |     |     | Rit  | 19  | 0           |
| 25  | Kazuto Kotaka       | 15  | 16   | 16† | 17  | 14  |      | 18  | 0           |

| Colore  | Risultato             |
| ------- | --------------------- |
| Oro     | Vincitore             |
| Argento | 2º posto              |
| Bronzo  | 3º posto              |
| Verde   | Finito a punti        |
| Blu     | Finito senza punti    |
| Viola   | Ritirato (Rit)        |
| Viola   | Non classificato (NC) |
| Rosso   | Non qualificato (NQ)  |
| Nero    | Squalificato (SQ)     |
| Bianco  | Non partito (NP)      |
| Bianco  | Non ha gareggiato     |
| Bianco  | Infortunato (INF)     |
| Bianco  | Escluso (ES)          |
| Bianco  | Gara cancellata (C)   |

### Classifica scuderie
| Pos. | Team                       | Nr. | FUJ | SUZ | AUT | SUG | MOT | MOT | JAF | Punti       |
| ---- | -------------------------- | --- | --- | --- | --- | --- | --- | --- | --- | ----------- |
| 1    | Team Impul                 | 19  | 17† | 4   | 10  | 3   | 2   | 4   | 4   | 88 (96,5)   |
| 1    | Team Impul                 | 20  | 4   | 2   | Rit | 11  | 4   | Rit | 2   | 88 (96,5)   |
| 2    | Dandelion Racing           | 5   | 3   | Rit | 13  | 1   | Rit | 12  | 1   | 86 (90)     |
| 2    | Dandelion Racing           | 6   | 5   | 3   | 14  | 5   | 7   | 3   | 10  | 86 (90)     |
| 3    | Team Mugen                 | 16  | 1   | 1   | 5   | 6   | 1   | 5   | 3   | 77 (5)      |
| 4    | Nakajima Racing            | 1   | 6   | 8   | 9   | 12  | 12  | Rit | 9   | 47 (49)     |
| 4    | Nakajima Racing            | 64  | 2   | 10  | 7   | 2   | 6   | 14  | 11  | 47 (49)     |
| 5    | P.mu/cerumo・INGING        | 38  | Rit | 7   | Rit | 15  | 9   | Rit | 16  | 37 (39,5)   |
| 5    | P.mu/cerumo・INGING        | 39  | 9   | 11  | 2   | 8   | 5   | 2   | 13  | 37 (39,5)   |
| 6    | TOM'S                      | 36  | 11  | 9   | 1   | 9   | 16  | 7   | 8   | 37 (43)     |
| 6    | TOM'S                      | 37  | 7   | 6   | 4   | 7   | 8   | 9   | 14  | 37 (43)     |
| 7    | Mugen Team Goh             | 15  | 16  | 5   | 6   | 10  | 10  | 1   | 5   | 35,5 (36,5) |
| 8    | B-Max Racing               | 51  |     | 13  | 3   | 4   | 3   | 6   | 12  | 29,5        |
| 9    | Kondō Racing               | 3   | 12  | 12  | 11  | 14  | 15  | 8   | 6   | 12          |
| 9    | Kondō Racing               | 4   | 14  | 14  | 15  | Rit | 13  | 13  | 7   | 12          |
| 10   | KC Motorgroup              | 7   | 15  | 16  | 16† | 17  | 14  | 10  | 18  | 4           |
| 10   | KC Motorgroup              | 18  | 8   | Rit | Rit | 13  | 11  | Rit | 15  | 4           |
| 11   | ROOKIE                     | 14  | 10  | 15  | 8   | 18  | Rit | 11  | 17  | 2,5         |
| 12   | Drago Corse with ThreeBond | 12  | 13  | 17  | 12  | 16  | Rit | Rit | 19  | 0           |
| Pos  | Team                       |     | FUJ | SUZ | AUT | SUG | MOT | MOT | JAF | Punti       |

| Colore  | Risultato             |
| ------- | --------------------- |
| Oro     | Vincitore             |
| Argento | 2º posto              |
| Bronzo  | 3º posto              |
| Verde   | Finito a punti        |
| Blu     | Finito senza punti    |
| Viola   | Ritirato (Rit)        |
| Viola   | Non classificato (NC) |
| Rosso   | Non qualificato (NQ)  |
| Nero    | Squalificato (SQ)     |
| Bianco  | Non partito (NP)      |
| Bianco  | Non ha gareggiato     |
| Bianco  | Infortunato (INF)     |
| Bianco  | Escluso (ES)          |
| Bianco  | Gara cancellata (C)   |

## Test post-stagionali
Il Circuito di Suzuka ospita dei test post-stagionali, il 7,8 e 9 dicembre 2021 .
| Circuito           | Data                    | Pilota più veloce   | Team              | Tempo    | Giri |
| ------------------ | ----------------------- | ------------------- | ----------------- | -------- | ---- |
| Circuito di Suzuka | 7 dicembre (mattina)    | Toshiki Oyu         | Nakajima Racing   | 1'51"935 | 13   |
| Circuito di Suzuka | 7 dicembre (pomeriggio) | Nobuharu Matsushita | B-Max Racing Team | 1'53"800 | 16   |
| Circuito di Suzuka | 8 dicembre (mattina)    | Hiroki Otsu         | Dandelion Racing  | 1'36"658 | 29   |
| Circuito di Suzuka | 8 dicembre (pomeriggio) | Toshiki Oyu         | Nakajima Racing   | 1'36"092 | 27   |
| Circuito di Suzuka | 9 dicembre (mattina)    | Ren Sato            | Red Bull Mugen    | 1'37"112 | 18   |
| Circuito di Suzuka | 9 dicembre (pomeriggio) | Ren Sato            | Red Bull Mugen    | 1'37"283 | 10   |